# 東経129度線
東経129度線（とうけい129どせん）は、本初子午線面から東へ129度の角度を成す経線である。北極点から北極海、アジア、太平洋、オーストラリア、インド洋、南極海、南極大陸を通過して南極点までを結ぶ。東経129度線は西経51度線と共に大円を形成する。

## 通過する国・地点
東経129度線は、北極点から南極点まで南に向かって以下の場所を通っている。
| 地理座標                                               | 国土・領土・領海 | 備考 |
| ------------------------------------------------------ | ---------------- | --- |
| 北緯90度0分 東経129度0分 / 北緯90.000度 東経129.000度  | 北極海           | |
| 北緯77度21分 東経129度0分 / 北緯77.350度 東経129.000度 | ラプテフ海       | |
| 北緯73度6分 東経129度0分 / 北緯73.100度 東経129.000度  | ロシア           | レナ川デルタを通過 |
| 北緯49度27分 東経129度0分 / 北緯49.450度 東経129.000度 | 中華人民共和国   | 黒龍江省 吉林省（北緯43度31分 東経129度0分 / 北緯43.517度 東経129.000度から）                                                                      |
| 北緯42度6分 東経129度0分 / 北緯42.100度 東経129.000度  | 北朝鮮           | 両江道 咸鏡北道 - 両江道と咸鏡北道の境界と何度か交わる 咸鏡南道                                                                                    |
| 北緯40度28分 東経129度0分 / 北緯40.467度 東経129.000度 | 日本海           | |
| 北緯37度43分 東経129度0分 / 北緯37.717度 東経129.000度 | 韓国             | 江原特別自治道 慶尚北道 慶尚南道 蔚山広域市 慶尚南道 釜山広域市                                                                                    |
| 北緯35度4分 東経129度0分 / 北緯35.067度 東経129.000度  | 東シナ海         | 対馬海峡 — 日本・対馬（下島）（北緯34度8分 東経129度10分 / 北緯34.133度 東経129.167度）の西を通過                                                  |
| 北緯32度58分 東経129度0分 / 北緯32.967度 東経129.000度 | 日本             | 五島列島（中通島、若松島、椛島） |
| 北緯32度44分 東経129度0分 / 北緯32.733度 東経129.000度 | 東シナ海         | |
| 北緯28度50分 東経129度0分 / 北緯28.833度 東経129.000度 | 日本             | トカラ列島（上ノ根島、横当島） |
| 北緯28度47分 東経129度0分 / 北緯28.783度 東経129.000度 | 東シナ海         | |
| 北緯27度48分 東経129度0分 / 北緯27.800度 東経129.000度 | 日本             | 徳之島 |
| 北緯27度41分 東経129度0分 / 北緯27.683度 東経129.000度 | 太平洋           | インドネシア・ハルマヘラ島（北緯0度13分 東経128度54分 / 北緯0.217度 東経128.900度）の東を通過                                                      |
| 北緯1度55分 東経129度0分 / 北緯1.917度 東経129.000度   | ハルマヘラ海     | |
| 南緯1度20分 東経129度0分 / 南緯1.333度 東経129.000度   | セラム海         | |
| 南緯2度49分 東経129度0分 / 南緯2.817度 東経129.000度   | インドネシア     | セラム島 |
| 南緯3度21分 東経129度0分 / 南緯3.350度 東経129.000度   | バンダ海         | |
| 南緯8度12分 東経129度0分 / 南緯8.200度 東経129.000度   | インドネシア     | セルマタ島(Sermata) |
| 南緯8度16分 東経129度0分 / 南緯8.267度 東経129.000度   | ティモール海     | |
| 南緯14度52分 東経129度0分 / 南緯14.867度 東経129.000度 | オーストラリア   | 西オーストラリア州・ノーザンテリトリー境界 西オーストラリア州・南オーストラリア州境界（南緯26度0分 東経129度0分 / 南緯26.000度 東経129.000度から） |
| 南緯31度41分 東経129度0分 / 南緯31.683度 東経129.000度 | インド洋         | オーストラリア当局は当海域が南極海の一部である旨を主張している[1][2]                                                                               |
| 南緯60度0分 東経129度0分 / 南緯60.000度 東経129.000度  | 南極海           | |
| 南緯66度59分 東経129度0分 / 南緯66.983度 東経129.000度 | 南極大陸         | オーストラリア南極領土 - オーストラリアが領有権主張                                                                                                |

## オーストラリア

オーストラリアでは、東経129度線が西オーストラリア州の東の境になっている。

オーストラリアでは、東経129度線が西オーストラリア州の東の境になっており、ノーザンテリトリー・南オーストラリア州と接する。西オーストラリア州の境界とノーザンテリトリー・南オーストラリア州の境界の交点は南緯26度であり、その地点はサーベイヤー・ジェネラルズ・コーナーと呼ばれている。